# Rogelio Delgado
Rogelio Delgado (12 d'octubre de 1959) és un exfutbolista paraguaià.

## Selecció del Paraguai
Va formar part de l'equip paraguaià a la Copa del Món de 1986. També disputà la Copa Amèrica de 1983, 1987 and 1989. Fou 53 cops internacional.